# Azimut (Alice)
Azimut è il quinto album in studio di Alice, pubblicato nel 1982.

## Brani
Il brano Messaggio in estate anticipò l'album come singolo con risultati straordinari seguito da  Chan-son egocentrique; quest'ultimo è un duetto tra Battiato e Alice, e venne spesso proposta dal vivo. Il brano A cosa pensano fu estratto come singolo per il mercato europeo e conobbe una discreta notorietà anche in Svizzera e Germania, dove Alice tornò a esibirsi con successo in un secondo tour internazionale, che ne consolidò la popolarità.

## Tracce
Arrangiamenti Battiato-Pio.
1. Azimut – 3:47 (Alice)
2. A cosa pensano – 3:45 (Messina, Alice)
3. Animali d'America – 4:09 (Alice)
4. Deciditi – 3:38 (Alice)
5. Messaggio – 3:51 (Alice, Battiato,Pio)
6. Principessa – 4:31 (Alice)
7. La mano – 5:35 (Alice)
8. Chan-son egocentrique – 3:51 (Messina, Tramonti, Battiato, Pio)
9. Laura degli specchi – 3:53 (Finardi)

## Formazione[2]
- Alice – voce (1-9), pianoforte (1,3,7), sintetizzatore (1)
- Franco Battiato - voce in Chanson egocentrique
- Matteo Fasolino – pianoforte (2,4,6,8) tastiera (9), sintetizzatore (1-4, 6-8)
- Franco Testa – basso (1-4, 6-9)
- Filippo Destrieri – tastiera (5,9)
- Paolo Donnarumma – basso (5)
- Alfredo Golino – batteria (1-9); percussioni (7)
- Claudio Bazzari – chitarra (1-4, 7, 9)
- Alberto Radius – chitarra (5)
- Claudio Pascoli – sax (3,8)
- Giorgio Baiocco – sax (5)
- Arrangiamenti di Alice (1-4, 6-9), Matteo Fasolino (1-4, 6-9), Franco Battiato (5), Giusto Pio (5) ed Eugenio Finardi (7,9)